# Éric Battista
Éric Battista (ur. 14 maja 1933 w Sète) – francuski lekkoatleta, specjalista trójskoku, dwukrotny mistrz igrzysk śródziemnomorskich, trzykrotny olimpijczyk.
Zwyciężył w trójskoku na igrzyskach śródziemnomorskich w 1955 w Barcelonie. Na igrzyskach olimpijskich w 1956 w Melbourne zajął w tej konkurencji 16. miejsce w finale. Zajął 5. miejsce na mistrzostwach Europy w 1958 w Sztokholmie oraz 4. miejsce na uniwersjadzie w 1959 w Turynie.
Ponownie zdobył złoty medal na igrzyskach śródziemnomorskich w 1959 w Bejrucie. Odpadł w kwalifikacjach na igrzyskach olimpijskich w 1960 w Rzymie, mistrzostwach Europy w 1962 w Belgradzie oraz igrzyskach olimpijskich w 1964 w Tokio.
Był mistrzem Francji w trójskoku w latach 1955–1960 i 1962–1966 oraz wicemistrzem w 1967.
Dziesięciokrotnie poprawiał rekord Francji do wyniku 16,09 m, uzyskanego 28 czerwca 1964 w Limoux. Był to najlepszy wynik w jego karierze.